# Staffan Anger
Hans Staffan Folke Anger, född 12 juni 1943 i Katrineholm i Stora Malms församling, död 14 februari 2021 i Västerås, var en svensk civilekonom och politiker (moderat).

## Biografi
Staffan Anger växte upp i samhället Marmorbyn i Vingåkers kommun, som tillkom under hans far Folke Angers tid som vd för Gropptorps Marmor AB. Anger utbildade sig till civilekonom och till reservofficer i armén. Han avlade officersexamen 1968 och utnämndes till kapten 1977 i Jämtlands fältjägarregemente. Han var verkställande direktör för företag i Sverige, Nederländerna, Tyskland och USA. Under 20 år var han vd inom Outokumpu-koncernen.

### Riksdagsledamot
Anger var riksdagsledamot för Moderaterna 2006–2014, invald för Västmanlands läns valkrets. I riksdagen var han ledamot i finansutskottet 2010–2014, näringsutskottet 2008–2010 (dessförinnan suppleant i samma utskott från 2006) och utbildningsutskottet 2006. Han var även suppleant i arbetsmarknadsutskottet och Nordiska rådets svenska delegation.

### Miniature Kingdom
Anger var en av initiativtagarna till Miniature Kingdom i tidigare Kungsörs Bleckkärlsfabrik i Kungsör och vd för anläggningen.

### Familj
Staffan Anger var son till högerriksdagsmannen Folke Anger och kusin till diplomaten Per Anger. Han är begravd på Hovdestalunds kyrkogård.

## Utmärkelser
År 2002 fick Anger Riddartecknet av I klass av Finlands Lejons orden "som erkänsla för hans arbete för att främja Finlands och Sveriges näringslivssamarbete". Utmärkelsetecknet överlämnades av Finlands ambassadör Pertti Torstila, vilken beskrev Angers insatser enligt följande:
"Staffan Anger har gjort en betydelsefull insats för finsk industri. Han hade en mycket viktig roll redan år 1986 när Svenska Metallverken övergick i Outokumpu-koncernens ägo. Efter det har Staffan Anger haft en bärande roll i utvecklingen av företagets produktion av kopparband. Kopparbandsproduktionen har idag en världsomfattande verksamhet och utgör en av grundpelarna i Outokumpu Copper Products. Outokumpu AB har en framträdande roll i Västeråsområdet och har varit en viktig arbetsgivare även för de många finländare som bor i området."